# Platalearostrum hoekmani
Platalearostrum hoekmani (лат.) — вид вымерших млекопитающих из семейства дельфиновых. Единственный известный вид рода Platalearostrum. Жил во времена от среднего плиоцена по ранний плейстоцен на территории современного Северного моря. Известен по единственному частичному черепу NMR 9991-00005362. Имел на голове гипертрофированную жировую подушку.

## История открытия
В 2008 году голландский рыболовный траулер «GO-28» в Северном море вместе с рыбой поднял со дна странную кость. Рыбак Albert Hoekman принёс её в Музей естественной истории города Роттердам, где палеонтологи Klaas Post и Erwin Kompanje определили, что это фрагмент черепа представителя неизвестного науке вида вымерших дельфинов.

## Этимология
Родовое название Platalearostrum можно перевести как «широкорылый», а видовой эпитет hoekmani дан в честь первооткрывателя, рыбака Albert Hoekman.

## Внешний вид и строение
Длина тела Platalearostrum hoekmani составляла от 4 до 6 метров, его челюсть формой походила на ложку. Внешне он, видимо, напоминал современных дельфинов рода гринды (Globicephala), но его рот был сильнее смещён на нижнюю сторону тела, а жировая подушка на лбу заметно крупнее.